# Aeroportul Faaite
Aeroportul Faaite (IATA: FAC, ICAO: NTKF) este un aeroport din Arhipelagul Tuamotu, Polinezia Franceză, Franța ce deservește zona Faaite⁠(d). Aeroportul a fost tranzitat în 2022 de 2.755 de pasageri. A fost numit după zona deservită.
Situat la o altitudine de 4 m, aeroportul dispune de o singură pistă.